# سوسة فراشية متفاوتة
سوسة فراشية متفاوتة (الاسم العلمي: Tinea dissimilis) هي نوع من الحشرات تتبع جنس السوسة الفراشية من فصيلة السوسيات الفراشية.